# Dagny Carlssonová
Dagny Valborg Carlssonová (za svobodna Dagny Valborg Erikssonová; 8. května 1912 Kristianstad, Skåne, Švédsko – 24. března 2022) byla švédská blogerka. Na svém blogu sama sebe nazývá Bojan. Už ve velmi útlém věku začala pracovat jako švadlena. Později studovala textilní institut v Norrköpingu. Ve věku 99 let se rozhodla absolvovat kurz výpočetní techniky, aby se o ní dozvěděla více. Když jí bylo 101 let, stala se mediálně známou díky psaní blogu v tak vysokém věku. Na otázku, jak se dožít tak vysokého věku, odpověděla, že je potřeba mít dobré geny a zvídavost. Objevila se také v několika televizních pořadech, jako Nyhetsmorgon, Fråga doktorn, Gomorron Sverige a dokumentárním seriálu Det är inte så dumt att bli gammal. 4. března 2016 byla hostem v norské talk show Skavlan. V roce 2016 měla malou roli ve filmu Stoletý stařík, který vylezl z okna a zmizel (Hundraettåringen som smet från notan och försvann), kde si zahrála postarší paní, která se v domově důchodců přistěhovala do místnosti, kterou Alan Karlsson opustil.